# 市岡太次郎
市岡	太次郎（いちおか たじろう、1870年 - 1941年）は、明治から昭和期の化学者、技師、写真家、教育者。日本海軍技師、海軍大学校教授、立教学校（現・立教大学）教授。日露戦争に従軍して偵察や戦場写真の撮影を行ったほか、戦前の秘密特許第1号である無煙火薬製造法の発明者であり、無煙火薬の国産化のために設立された日本火薬製造の工場建設にも携わった。写真家としても写真雑誌への寄稿や、写真乾板の国産化にも尽力した。

## 人物・経歴
1870年生まれ。帝国大学理科大学化学科を卒業。
1890年（明治23年）10月、立教大学校（現・立教大学）が改組されて立教学校（第2次）が発足すると、同校の教授に就任し、化学、鉱物学、地質学を講じる。1891年（明治24年）には、化学の教科書である『新編化学』を出版する。
1892年（明治25年）に海軍大学校の教授に就任し、日本海軍の高等文官となる。
1898年（明治31年）に海軍技師に転任し、火薬の研究を行い、1903年（明治36年）7月25日には、戦前の秘密特許第1号となる特許第6469号「無煙火薬製造法」を取得した。
1904年（明治37年）の日露戦争では海軍技師として従軍し、旅順で気球を使った偵察を行ったほか、日露戦争の戦場写真も撮影して、翌年写真帖を出版する。
日露戦争で日本海軍が使用した火薬は、当時日本と同盟関係の英国からの輸入に全量を依存していたため、戦争後に国内で無煙火薬国産化の必要性が痛感され、国内に火薬製造所を新設するべき、との議論が海軍内部でわき起こった。建設地には平塚が選ばれ、1905年（明治38年）12月に、日英同盟のもとで日本海軍とアームストロング社、チルウォース社、ノーベル社の英国3社の合弁会社として日本火薬製造株式会社（1907年・明治40年に日本爆発物製造株式会社と改称）を設立（本社：ロンドン、支店：平塚）する。平塚町と大野町に跨る官有地に加えて、民有地を買収して38万坪（後に42万坪に拡大）の工場予定地を得ると、英国ノーベル社より工場建設監督としてカリーが、補助としてウィルソンが来日するが、この時、日本側は日本海軍技師の市岡太次郎を始めとする技術者らが集まり建設工事が開始され、1907年（明治40年）末頃に工場が竣工した。
写真家としても、写真雑誌への寄稿や、写真乾板の国産化にも尽力し、同じく写真家の小川一真とも親交があった。

## 主な著作
- 『新編化学』内田老鶴圃 1891年
- 『日露戦役海軍写真帖』小川一眞出版部 1905年